# 松溪 (建溪)

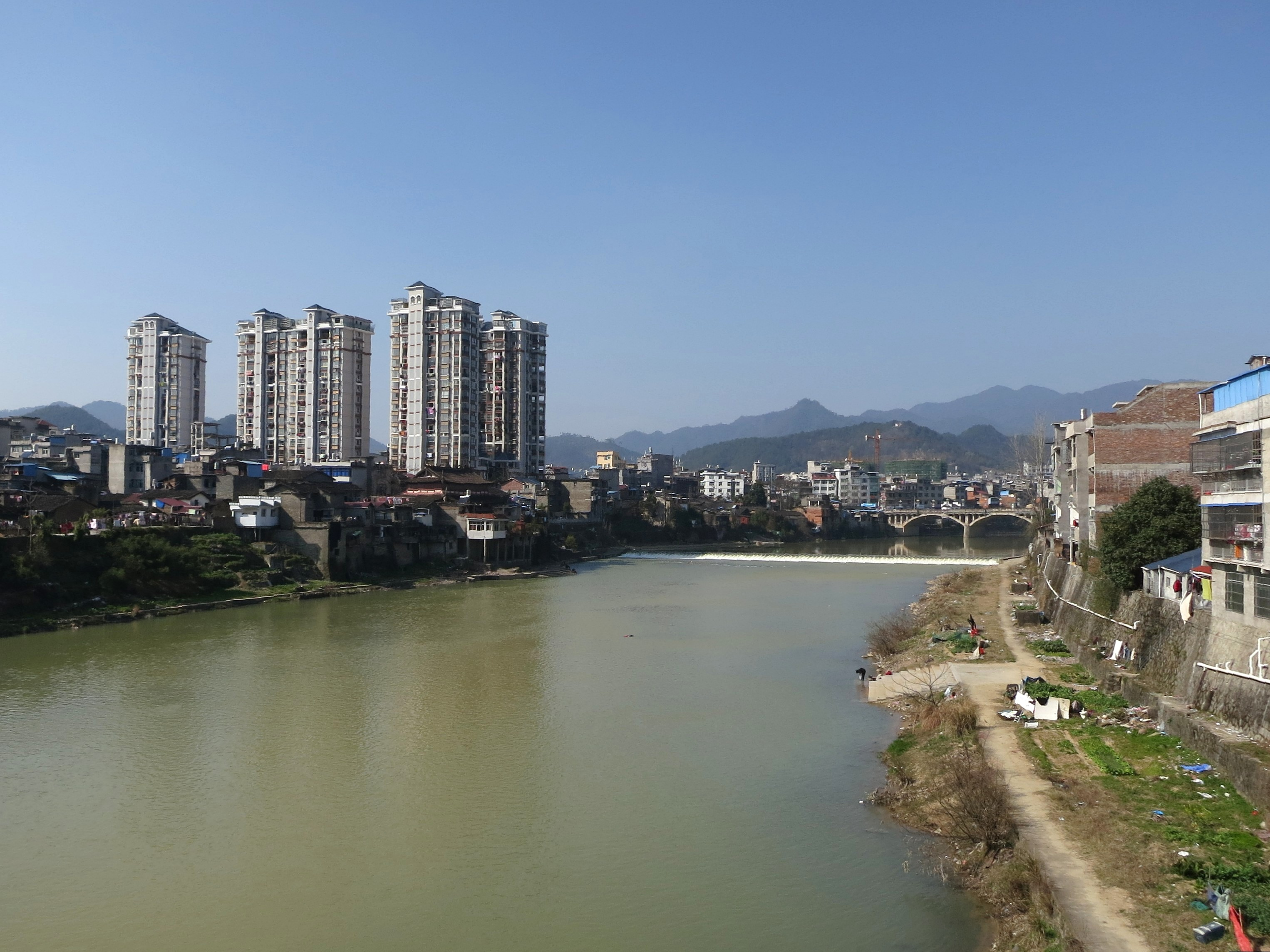
松溪县城河段。

松溪，流经中华人民共和国浙江省庆元县和福建省北部的一条河流，是建溪左岸支流，上游称松源溪，发源于浙江省庆元县举水乡落岭村以西的香炉尖，向北流注入兰溪桥水库，于濛洲街道应岭尾村出库后向西流，经庆元县城、屏都街道，于福建省松溪县旧县乡岩下村东北右纳竹口溪后转西南流，经旧县乡、松溪县城、政和县西部、建瓯市川石乡、东游镇、东峰镇等地区，于建瓯市区的三江口汇入建溪。河长196千米，流域面积4785平方千米，河道平均比降1.7‰。